# 장태영 (1965년)

장태영(張泰榮, 1965년 11월 27일 ~ )은 대한민국의 제7·8·9·10대 전라북도 전주시의원이었다. 본관은 흥덕이다.

## 학력
- 전주중앙국민학교 졸업
- 전주서중학교 졸업
- 전라고등학교 졸업
- 전북대학교 사학과 졸업

### 비학위 수료
- 전북대학교 행정대학원 정치학 석사 졸업

## 경력
- 용흥초등학교 운영위원장·융흥중학교 운영위원장
- 완산소방서 의용소방대원
- 대한노인회 전주시지회 자문위원
- (사)전북시민참여포럼 운영이사 11기 회장
- 민주당 장세환 국회의원 사무소 청년위원장
- 민주당 장세환 국회의원 사무소 총괄정책실장
- 민주당 전북도당 청년위원회 부위원장
- 2002.07 ~ 2006.06 제7대 전라북도 전주시의회 의원
- 2002.07 ~ 2004.07 제7대 전라북도 전주시의회 전반기 사회문화위원회 위원
- 2002.07 ~ 2004.07 제7대 전라북도 전주시의회 전반기 운영위원회 위원
- 2004.07 ~ 2006.06 제7대 전라북도 전주시의회 후반기 사회문화위원회 부위원장
- 2006.07 ~ 2010.06 제8대 전라북도 전주시의회 의원
- 2006.07 ~ 2008.07 제8대 전라북도 전주시의회 전반기 문화경제위원회 위원
- 2008.07 ~ 2010.06 제8대 전라북도 전주시의회 후반기 복지환경위원회 위원장
- 2010.07 ~ 2014.06 제9대 전라북도 전주시의회 의원
- 2010.07 ~ 2012.07 제9대 전라북도 전주시의회 전반기 행정위원회 위원
- 2012.07 ~ 2014.06 제9대 전라북도 전주시의회 후반기 복지환경위원회 위원
- 2014.07 ~ 2017.03 제10대 전라북도 전주시의회 의원
- 2014.07 ~ 2016.07 제10대 전라북도 전주시의회 전반기 도시건설위원회 위원
- 2014.07 ~ 2016.07 제10대 전라북도 전주시의회 전반기 운영위원회 위원
- 2016.07 ~ 2017.03 제10대 전라북도 전주시의회 후반기 도시건설위원회 위원
- 2016.07 ~ 2017.03 제10대 전라북도 전주시의회 후반기 운영위원회 위원

## 수상
- 2001 민주화운동관련자 인정 및 명예회복
- 2007 노무현 대통령 표창
- 2009 전북환경봉사대상 정치부문 대상 수상
- 2010 제2회 매니페스토약속대상 우수상 수상
- 2013 전국지방의원 친환경 최우수의원 수상

## 역대 선거 결과
|  | 36.00% |

|  | 54.90% |

|  | 21.95% |

|  | 36.37% |

|  | 13.12% |